# Thibetoides anatolicus
Thibetoides anatolicus là một loài tò vò trong họ Ichneumonidae.